# Renate Luderer
Renate Luderer (* 8. Oktober 1931 in Dresden) ist eine deutsche Fernseh- und Theaterschauspielerin. Sie ist die Schwester des Schauspielers Wolfgang Luderer, ihre Nichte Ulrike Luderer ist ebenfalls Schauspielerin. Darüber hinaus war der Lyriker Richard Leising von 1978 bis 1992 ihr Lebensgefährte.

## Leben
Luderer wuchs in Weimar auf und studierte Anfang der 1950er Schauspiel an der Staatlichen Schauspielschule Berlin, heute Hochschule für Schauspielkunst „Ernst Busch“ Berlin. Neben ersten Engagements an verschiedenen Theaterbühnen in Weimar und Ost-Berlin wirkte Luderer ab Ende der 1950er Jahre in verschiedenen DEFA-Studio-für-Spielfilme-Produktionen mit. Neben weiteren Nebenrollen in verschiedenen Kino- und TV-Produktionen war Luderer bis Mitte der neunziger Jahre überwiegend als Theaterschauspielerin tätig. So gehörte sie ab Anfang der siebziger Jahre zum festen Schauspiel-Ensemble am Theater der Freundschaft, heute Theater an der Parkaue, in Berlin.  
Renate Luderer lebt in Berlin-Wedding.

## Filmografie (Auswahl)
- 1957: Bärenburger Schnurre
- 1957: Rivalen am Steuer
- 1960: Häschen Schnurks (Fernsehaufzeichnung)
- 1961: Der Schneeball (Fernsehaufzeichnung)
- 1962: Peter und der Kaktus (Fernsehaufzeichnung)
- 1974: Sechse kommen durch die ganze Welt (Fernsehaufzeichnung)
- 1975: König Jörg (Fernsehaufzeichnung)
- 1975: Die Schneekönigin (Fernsehaufzeichnung)

## Theater
- 1958: Wera Küchenmeister/Claus Küchenmeister: Damals 18/19 – Regie: Lothar Bellag (Theater der Freundschaft)
- 1958: Josef Stauder: Das blaue Licht – Regie: Lutz Friedrich (Theater der Freundschaft)
- 1959: Samuil Marschak: Die zwölf Monate – Regie: Lutz Friedrich (Theater der Freundschaft)
- 1960: Harald Hauser: Häschen Schnurks (Hase) – Regie: Kurt Rabe (Theater der Freundschaft)
- 1960: Vera Ljubimowa: Schneeball – Regie: Rudi Kurz (Theater der Freundschaft)
- 1961: Jochen Koeppel: Peter und der Kaktus (Bärbel) – Regie: Rainer R. Lange (Theater der Freundschaft)
- 1962: Jewgeni Schwarz: Die Schneekönigin – Regie: Kurt Rabe (Theater der Freundschaft)
- 1965: Juri Sotnik: Ein schrecklicher Tag (Ljussja) – Regie: Kurt Rabe (Theater der Freundschaft)
- 1966: Heinz Kahlau: Das Märchen von der Straßenbahn Therese (Frantik) – Regie: Hanuš Burger (Theater der Freundschaft)
- 1967: Johann Wolfgang von Goethe: Urfaust (Lieschen) – Regie: Heiner Möbius (Theater der Freundschaft)
- 1968: Hans-Albert Pederzani: Der eigene Kopf – Regie: Heiner Möbius (Theater der Freundschaft)
- 1968: Günther Deicke/Ruth Zechlin: Reineke Fuchs (Oper für Schauspieler) – Regie: Heiner Möbius (Theater der Freundschaft)
- 1968: Vera Ljubimowa: Schneeball – Regie: Horst Hawemann (Theater der Freundschaft)
- 1972: Bernd Wagner (Nach Anatole France): Das Hemd eines Glücklichen – Regie: Heiner Möbius (Theater der Freundschaft)
- 1972: Christian Noack: Sechse kommen durch die ganze Welt (Königliche Großmutter) – Regie: Mirjana Erceg (Theater der Freundschaft)
- 1973: Otto Bonhoff: Besuch aus dem Nebel – Regie: Heiner Möbius (Theater der Freundschaft)
- 1974: Eugen Eschner: König Jörg – Regie: Konrad Tschiedrich (Theater der Freundschaft)
- 1975: Georgi Polonski: Warten wir den Montag ab – Regie: Horst Hawemann (Theater der Freundschaft)
- 1975: Jewgeni Schwarz: Die Schneekönigin – Regie: ? (Theater der Freundschaft)
- 1978: Eugen Eschner: Frühlingskapriolen – Regie: Mirjana Erceg (Theater der Freundschaft)
- 1978: Dieter Süverkrüp: Das Auto Blubberbumm – Regie: Herbert Fischer (Theater der Freundschaft)
- 1983: Jewgeni Schwarz: Der nackte König – Regie: Joachim Siebenschuh (Theater der Freundschaft)